# Prionospio nirripa
Prionospio nirripa är en ringmaskart som beskrevs av Wilson 1990. Prionospio nirripa ingår i släktet Prionospio och familjen Spionidae. Inga underarter finns listade i Catalogue of Life.